# Ford Focus I
Pour un aperçu complet de tous les modèles de Focus, voir Ford Focus.
La Ford Focus (première génération) est une automobile compacte qui a été fabriquée par Ford en Europe de 1998 à 2004 et par Ford en Amérique du Nord de 1999 à 2007. Ford a commencé les ventes de la Focus en Europe en juillet 1998 et en Amérique du Nord en 1999 pour l'année modèle 2000. La fabrication en Argentine s'est poursuivie jusqu'en 2008 et elle était toujours en vente au Brésil jusqu'en 2009.
En Europe et en Afrique du Sud, la Focus a remplacé les différents modèles de Ford Escort vendus sur ces marchés. En Asie et en Australasie, elle a remplacé la Ford Laser.

## Conception et ingénierie

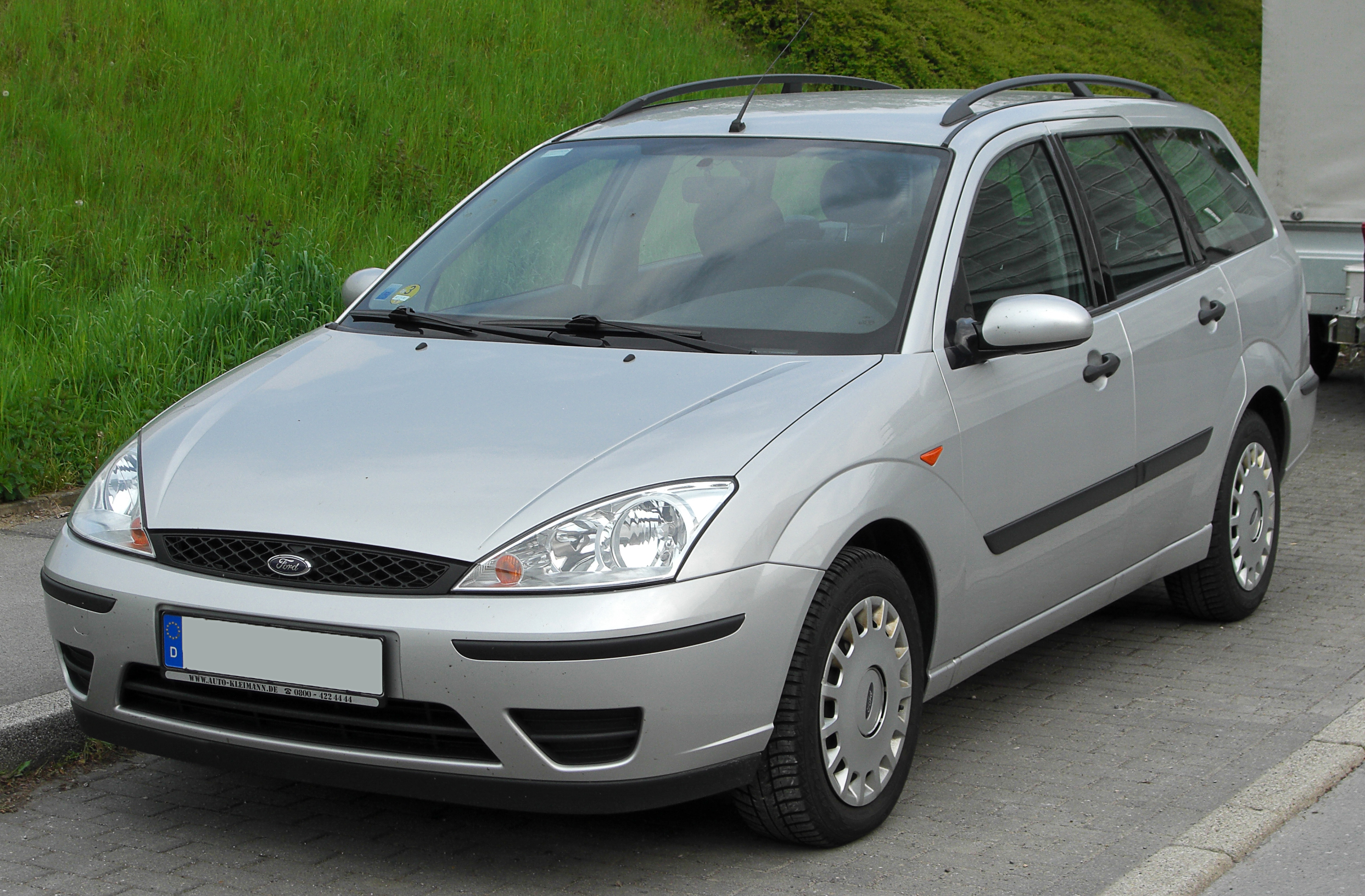
Ford Focus Turnier I 1.8 TDDi Facelift

Baptisée C170 au cours de son développement, la Focus originale a pris son nom éventuel d'un concept car de Ghia qui a été présenté au Salon de Genève en 1991. Certains éléments de la conception avaient été vus encore plus tôt dans les prototypes utilisés par Ford pour démontrer les caractéristiques de sécurité à venir, telles que les groupes d'éclairage arrière à hauteur des yeux. Dans le prolongement de la philosophie de style New Edge de Ford, vue pour la première fois sur la Ford Ka en 1996 et la Ford Cougar en 1998, le style de la Focus était souvent décrit comme polarisant,,,. Le style était supervisé par Jack Telnack et exécuté par Claude Lobo et le designer australien, John Doughty, le terminant en janvier 1996 après l'approbation du programme,.
La décision de nommer la nouvelle voiture Ford Focus a été prise au début de 1998, car Ford avait prévu de conserver la plaque signalétique «Escort» pour sa nouvelle génération de petites voitures familiales. Un problème de dernière minute est survenu en juillet 1998 lorsqu'un tribunal de Cologne, répondant à une affaire intentée par les éditeurs Burda, a ordonné à Ford d'éviter le nom "Focus" pour les voitures du marché allemand puisque le nom était déjà pris par le magazine Focus de l'éditeur. Ce différend de la onzième heure a été résolu, cependant, et la voiture a été lancée sans un autre nom de «marché allemand». La Focus représentait une fois de plus une tentative de Ford d'introduire une véritable «voiture mondiale» qui pourrait être vendue sur des marchés disparates sans aucune modification. Les tentatives précédentes pour y parvenir avaient rencontré un succès limité - le concept de l'Escort originale de 1981 s'était tristement transformé en deux voitures entièrement différentes pour l'Europe et l'Amérique du Nord avec seulement des similitudes superficielles entre les deux. Ford avait essayé à nouveau avec la Mondeo et Contour/Mystique de 1993, mais les deux variantes présentaient encore trop de différences pour être qualifiées de véritable voiture unique pour la consommation américaine et européenne.
La Ford Focus a été officiellement dévoilée au Salon de Genève en mars 1998.

### Conception
Les modèles Focus ont été conçus sous la direction de Richard Parry-Jones et ont été remarqués lors de l'introduction pour leur style, suspension arrière de premier ordre et grande finition intérieure - ainsi qu'une structure de carrosserie rigide et légère, direction et suspension à faible friction et fonctionnalités de sécurité et de commodité étendues, y compris les coussins gonflables de sécurité (« airbag ») conducteur et passager, coussins gonflables latéraux en option pour la tête et la poitrine, fixations pour siège de sécurité enfant ISOFIX à l'arrière, système de ceinture de sécurité avec prétensionneurs et rétracteurs limiteurs de charge, économiseur de batterie pour éteindre automatiquement les lumières après 10 minutes, fonction de gradation de la lumière intérieure et coussins de siège arrière rabattables à plat.

### Style
Le style de la Focus, souvent noté comme polarisant,,,, était commercialisé par Ford sous le nom de conception New Edge. Le langage de conception était supervisé par Jack Telnack et Claude Lobo et exécuté par le designer australien, John Doughty. En 2000, Karl Brauer, écrivant pour Edmunds.com, a décrit le style: "Bien que l'ergonomie, à l'intérieur de la Focus, comme à l'extérieur, affiche une grande partie de la philosophie New Edge de Ford qui avait divisé les éditeurs sur le fait de l'aimer ou de le détester". Sherri Koucky, écrivant pour MachineDesign.com, a déclaré que le style "mélange des formes rondes avec des formes géométriques géniales et ajoute des angles vifs, les faisant en quelque sorte tous fonctionner ensemble". James R. Healey, écrivant pour USA Today, a qualifié le style de «collision de courbes et de lignes». Après que la Ford Focus internationale, qui partageait le style avec les modèles nord-américains, ait remporté le prestigieux prix de voiture européenne de l'année (1999), William Diem du New York Times a écrit: "Dans une certaine mesure, le prix justifie la conception risquée de Ford pour la Focus , en particulier le style New Edge - une combinaison de lignes droites, de courbes et de plans".

### Suspension arrière
Les ingénieurs de la Focus, y compris Richard Parry-Jones, ont développé une suspension arrière multibras indépendante de première classe, peu encombrante, commercialisée sous le nom de suspension Control Blade, combinant l'emballage d'un bras oscillant avec la géométrie d'une double suspension à triangles. Le système a été développé à partir de celui utilisé dans le break Ford Mondeo CDW27, mais avec diverses modifications pour le rendre plus simple et moins cher à construire et donc économiquement viable sur un véhicule grand public.
Là où de nombreuses concurrentes de la catégorie des voitures compactes ou de la catégorie des petites voitures familiales (européennes) utilisaient la suspension arrière semi-indépendante à poutre torsadée moins chère, la Control Blade offrait des performances élastocinématiques améliorées, c'est-à-dire un contrôle de la carrosserie solide, une direction nette et précise quelle que soit l'attitude de la voiture, et une conduite absorbante et silencieuse sur les bosses.
Contrairement à une suspension multibras conventionnelle, la Control Blade est dotée d'un large bras oscillant en acier embouti, simple et d'épaisseur uniforme avec porte-moyeu - remplaçant deux tiges de positionnement longitudinales, éliminant une articulation moulée coûteuse et offrant le même niveau de contrôle de la carrosserie - avec un centre de gravité plus bas, un bruit routier réduit et un coût de production inférieur. Le long bras latéral arrière contrôle la pointe, une paire de bras latéraux avant plus courts, verticalement les uns au-dessus des autres, contrôlent le carrossage et la Control Blade réagit aux charges de freinage et de traction.
En testant la suspension en 2000, l'écrivain de Motor Trend, Jack Keebler, a noté que "la vitesse moyenne de 100 km/h de la Focus à travers notre slalom la rend plus rapide autour des cônes qu'une Jaguar XJ8L à 62 000 $ et une Bentley Continental à 300 000 $. On a l’impression d’avoir beaucoup de débattement pour engloutir les gros engins et l’isolation des grosses voitures et du cadre complet en cas de joints de dilatation et de petites imperfections de la route". Les ingénieurs ont également travaillé pour améliorer la suspension avant, en supprimant le collage et la friction de chaque composant.
À la suite de l'introduction en 1998 de la suspension Control Blade et de sa popularisation par la Focus, d'autres fabricants (par exemple, Volkswagen avec la Golf V) ont commencé à proposer des suspensions arrière de conception multibras dans la catégorie des voitures compactes ou la catégorie des petites voitures familiales (européennes).

### Haute finition
Les ingénieurs de la Focus ont développé une nouvelle finition d'intérieur pour la catégorie de la voiture, avec un intérieur modélisé par ordinateur, empattement long, portes hautes, ligne de toit surélevée, augmentation du volume pour les passagers et le chargement, sièges arrière surélevés, sièges avant surélevés offrant une visibilité accrue et espace arrière augmenté pour les pieds. James R. Healey, écrivant pour USA Today, a déclaré: "La mise au point est plus grande à l'intérieur que certaines voitures beaucoup plus grandes à l'extérieur". Ford a plus tard commercialisé les sièges surélevés sous le nom de Command Seating, notant que «plus de surélévation, c'est être plus haut dans la voiture et, dans certains cas, vous vous sentez plus à l'aise au volant».

## Marchés

### Europe (1998-2004)

#### Fabrication
Historiquement, les usines de Saarlouis, de Valence et de Halewood avaient produit l'Escort, mais la Focus n'était produite qu'à Saarlouis et à Valence, car Halewood devait passer à la production de la Jaguar X-Type. Cependant, la sixième et dernière génération de l'Escort est restée en production à Halewood jusqu'en 2000 comme alternative économique à la Focus, et les versions fourgon ont continué jusqu'en 2002 jusqu'à son remplacement par le Ford Transit Connect basé sur la Focus.
La production de la Focus a également eu lieu à Santa Rosa, aux Philippines; General Pacheco, Argentine; Chungli City, Taiwan et Vsevolojsk, Russie.

#### Lifting de 2001 (Mk 1.5)
Le lifting de la Focus Mk 1, fin 2001, comprenait:
- Phares révisés avec clignotants intégrés et ampoules principale et de croisement séparées
- Pare-chocs révisés sans clignotants, mais avec l'ajout de bandes de protection amovibles
- Calandre supérieure et inférieure et antibrouillards révisés
- Phares au xénon en option
- Lecteur CD à 6 disques en option
- Système de navigation en option
- Contrôle numérique de la température en option
- Les caractéristiques de certains niveaux de finition ont été modifiées
- Console centrale modifiée avec porte-gobelets en caoutchouc
- Couleurs du tableau de bord central différentes
- Nouvelles garnitures de siège
- Finitions de tableau de bord différentes
- Boîte à gants amortie et éclairée
- Nouvelles couleurs
- Prise d'alimentation arrière
- Moteur TDCi introduit dans la gamme
- Finition optionnelle Versatility ajoutée
- Installation de caméra Bluetooth

Un nouveau moteur flexfuel a été introduit, basé sur la version européenne du moteur Zetec de 1,6 L. Cela pouvait utiliser à la fois de l'essence et du bioéthanol, mais n'était disponible que sur le marché suédois. Cette version est toujours disponible dans certains pays malgré l'avènement d'une toute nouvelle Focus Mk 2[réf. nécessaire].

#### Niveaux de finition
Niveaux de finition (européens)
- CL (1998-2004)

La Focus d'entrée de gamme propose des airbags, une radio et un verrouillage centralisé
(essence de 1.4 L, essence de 1.6 L, turbodiesel de 1.8 L) berline à hayon 3/5 portes, break 5 portes (1.6 uniquement disponible au Royaume-Uni en break 5 portes)
- LX (1998-2005)

Le choix de finition populaire comprend la climatisation, les jantes en alliages (lifting), l'ABS et les vitres électriques à l'avant
(essence de 1.4 L, essence de 1.6 L, essence de 1.8 L, turbodiesel de 1.8 L) berline à hayon 3 portes, berline à hayon 5 portes, berline 4 portes, break 5 portes
- Zetec (1998-2005)

Comme la LX, mais comprend une suspension sport, des sièges sport, des garnitures de tableau de bord avec effet aluminium et des jantes en alliages attrayants de 15 pouces (ou 16 pouces sur 2,0 litres) à 5 rayons
(essence de 1.4 L, essence de 1.6 L, essence de 1.8 L, essence de 2.0 L, turbodiesel de 1.8 L) berline à hayon 3/5 portes, break 5 portes
- Ghia (1998-2005)

La finition de luxe comprend des rétroviseurs chauffants et électriques et des garnitures à effet bois sur le tableau de bord
(essence de 1.6 L, essence de 1.8 L, essence de 2.0 L, turbodiesel de 1.8 L) berline à hayon 5 portes, berline 4 portes, break 5 portes
- ST170 (2002-2004)

Focus sportive de 168 ch avec boîte manuelle à 6 vitesses
(essence de 2.0 L) berline à hayon 3/5 portes, break 5 portes
- RS (2002-2003)

212 ch et surdimensionnée, une classique qui s'apprécie rapidement
(essence turbo de 2.0 L) berline à hayon 3 portes
En plus de ceux-ci, la Focus Mark I a engendrée divers niveaux de finition en édition spéciale, notamment:
- Flight (2002-2005)

Focus d'entrée de gamme en édition limitée, avec climatisation et nouveau prix de départ à 9995 £
(essence de 1.6 L) berline à hayon 3/5 portes
- Edge (2004-2005)

Focus sportive basée sur la Zetec avec de nouvelles jantes en alliages de 16 pouces et un aileron arrière
(essence de 1.6 L, essence de 1.8 L, turbodiesel de 1.8) berline à hayon 3/5 portes
- Silver/Black (2001-2002)

Les premières éditions spéciales basées sur la Zetec avec des sièges en cuir chauffants et des pare-chocs couleur carrosserie
(essence de 1.6 L) berline à hayon 3 portes
- Studio (2003)

Édition limitée super basique. Est devenu de facto le niveau de finition de base sur la Mk2
(essence de 1.4 L) berline à hayon 3 portes
- Ink/Ebony/Chic/Elle (2003)

Offres spéciales basées sur la Zetec avec du cuir et divers équipements supplémentaires
(essence de 1.6 L) berline à hayon 3/5 portes
- MP3/Sport TDCi (2003)

Jantes en alliages distinctives de 17 pouces et sièges de style ST-170 pour les éditions spéciales de 1,8 L
(essence de 1.8 L, turbodiesel de 1.8 L) berline à hayon 3 portes
- Millennium (2000)

Édition Ghia pré-lifting jaune vif avec des finitions d'équipement supplémentaire
(essence de 1.8 L) berline à hayon 5 portes

### Amérique du Nord (2000-2007)
Ford a commencé à commercialiser la Focus en octobre 1999 pour l'année modèle 2000, initialement en tant que berline à hayon 3 portes, berline 4 portes et familiale 5 portes - avec un hayon à 5 portes faisant ses débuts pour l'année modèle 2002 au Salon international de l'auto du Canada à Toronto. La Focus est devenue l'une des dix voitures les plus vendues en Amérique peu de temps après son introduction. Cette voiture a été présentée en tant que grand prix sur Sábado Gigante.

#### Modifications par année modèle
- 2000 : Présentation des Sony Limited Edition, Street Edition et Kona Edition.
- 2001 : Contrôle de stabilité électronique disponible, commercialisé sous le nom "AdvanceTrac", feux antibrouillard standard sur la ZTS Series, nouvelles roues de 16 pouces en aluminium à 6 branches désormais de série sur la berline ZTS, accoudoir avant désormais de série sur les berlines et familiales SE, la finition Comfort comprend désormais uniquement un volant inclinable/télescopique, contrôle de vitesse et feux de lecture avant sur la berline et la familiale SE (n'inclut plus l'accoudoir central avant), vitres électriques de série sur la berline SE et la familiale SE, finition SE Sport améliorée pour inclure un volant gainé de cuir, CD unique désormais de série sur les berlines et familiales SE, nouveau toit ouvrant manuel disponible sur la ZX3, tapis de sol avant et arrière et finition pour fumeur désormais de série sur tous les modèles, nouvelle finition premium (avec climatisation, roues en aluminium et pneus de 16 pouces, volant inclinable/télescopique, accoudoir avant central, contrôle de vitesse et feux de lecture avant) disponible sur la ZX3, transmission manuelle disponible sur break SE (comme option supprimable), la finition tout électrique comprend des serrures électriques avec accès à distance à toutes les portes, des vitres électriques et des rétroviseurs électriques - maintenant disponibles sur la ZX3 et le moteur Zetec est désormais de série sur la familiale SE. Présentation de la S2 Edition.
- 2002 : Présentation de la berline 5 portes ZX5, toit ouvrant électrique disponible pour la première fois sur tous les styles de carrosserie, lecteur CD à 6 disques intégré au tableau de bord en option, porte-gobelets améliorés pour accepter de plus grands gobelets, ajout d'une poche pour carte aux places arrière sur les LX, SE, ZX3 et pochettes kangourou sur la ZTS[19] et du niveau de finition ZTW pour le break - y compris le moteur quatre cylindres en ligne Zetec DOHC de 2.0 L, surfaces des sièges en cuir, soutien lombaire côté conducteur, lecteur CD à six disques intégré au tableau de bord, volant inclinable/télescopique, entrée sans clé à distance, vitres et serrures de porte électriques et contrôle de vitesse et climatisation électronique. En 2002, tous les modèles de Focus ont reçu une finition de sécurité, commercialisée sous le nom de Personal Safety System - qui comprenait un capteur de gravité de collision électronique, module de commande de retenue, airbags conducteur et passager avant droit à deux niveaux, airbags conducteur et passager avant droit à deux seuils, capteur de position du siège conducteur, gestion d'énergie des enrouleurs des ceintures de sécurité avant, prétensionneurs de ceinture de sécurité avant et capteurs d'utilisation des ceintures de sécurité avant. Présentation de la Mach Audio Edition. Introduction des modèles SVT.
- 2003 : ZX5 maintenant disponible en trois niveaux de finition, deux nouveaux tissus intérieurs, option siège avant chauffant et rétroviseurs chauffants, antipatinage et finition ABS disponibles, entourages de phares gris, tableau de bord argenté et garnitures de couleur assortie sur les versions haut de gamme, lecteur audio CD/MP3 standard sur ZX3 et ZX5, jantes en alliage de 16 pouces redessinées, alarme périmétrique en option, niveau de bruit intérieur amélioré, accélérateur recalibré et raffinement du moteur de 112 ch (82 kW). Lancement de la Centennial Edition pour célébrer le 100e anniversaire de Ford.
- 2004 : Le nouveau moteur quatre cylindres en ligne Duratec de 2,3 L, auparavant disponible uniquement dans certains États, est devenu disponible dans tout le pays[20], ZX3 maintenant disponible avec des surfaces d'assise en cuir et nouvelles fusées d'essieu et jambes de force pour une conduite et une maniabilité améliorées, arrêt du contrôle électronique de stabilité en option[21].
- 2005 (lifting de mi-cycle) : Sous la direction de l'ingénieur en chef de la Focus, John Sidelko, et du concepteur de la Focus, Larry Erickson[22], la Focus de 2005 a introduit des changements de style et d'ingénierie - y compris l'introduction du modèle ST sur la berline ZX4 (remplaçant les modèles SVT des ZX3 et ZX5)[23], Avec l'année modèle 2005, Ford a révisé la nomenclature de la Focus pour combiner une désignation de style de carrosserie (avec badges arrière ZX4, ZX3, ZX5 et ZXW) avec une désignation de finition (S, SE ou SES - les deux dernières portant des badges arrière respectifs). Les révisions de style comprenaient une nouvelle façade de pare-chocs avant, un tableau de bord révisé, nouveaux feux arrière et nouveau carénage de pare-chocs arrière sur les modèles berlines, un nouvel alliage d'acier plus dur utilisé pour le capot[22], un bouclier de pare-chocs en plastique 11% plus épais[22], un tiroir de rangement pour six disques compacts situé près du genou gauche du conducteur, console au pavillon en option avec support de lunettes de soleil et espace pour un ouvre-porte de garage, porte-gobelets moulés dans les poches de la porte avant, roues en acier de 15 pouces et pneus toutes saisons, au lieu de 14 pouces sur les modèles d'entrée de gamme, (maintenant désigné S) et nouvelles garnitures de frein avec une surface totale balayée par les freins augmentée de 17%[22]. Les moteurs comprenaient un Duratec 20 à double came en tête de 138 ch (101 kW) et 2,0 litres, un moteur quatre cylindres en ligne remplaçant le moteur quatre cylindres en ligne à une seule came en tête de base de 112 ch (82 kW) et 2,0 litres et le quatre cylindres en ligne Zetec DOHC de 132 ch (97 kW) et 2,0 litres, un moteur quatre cylindres en ligne Duratec 23 DOHC de 153 ch (113 kW) et 2,3 litres pour la ZX4 ST était disponible dans les 50 états et dérivé de la famille Duratec 20, avec une cylindrée plus importante et un échappement optimisé - et en Californie, New York, Massachusetts, Vermont et Maine, le Duratec 23E qualifie la Focus de véhicule à émissions nulles partielles (VENP)[22]. La transmission manuelle est désormais répertoriée comme équipement standard plutôt que comme option supprimable sur les breaks.
- 2006 : Sur les ZX4, ZX3 et ZX5, lecteur CD/MP3 standard sur tous les modèles, les modèles S et SE reçoivent des enjoliveurs de roues en plastique révisés avec des jantes en alliage désormais disponibles en option autonome, les systèmes audio à six disques ont désormais des commandes au volant et les finitions de commodité et les finitions Safety regroupent des options populaires. Aussi en 2006, Ford a présenté la finition d'apparence Street au prix de 1 295 $ US avec deux choix uniques de carénages avant et arrière. Le carénage avant comprenait des phares antibrouillard et des marqueurs latéraux intégrés, tandis que l'arrière offre un diffuseur arrière, avec l'option d'un grand becquet de style rallye.
- 2007 : Les modèles ne portaient plus de badges arrière de configuration de carrosserie (ZX3, ZX4, ZX5, ZXW), les modifications augmentaient les cotes de kilométrage de l'EPA, nouveaux sièges sport garnis de cuir avec empiècements en cuir contrastés, nouvelles couleurs extérieures: Kiwi Green et Aqua Blue Clearcoat Metallic, finition d'apparence Street I en option avec becquet de couvercle de coffre de style rallye, lecteur CD à disque unique et MP3 désormais standard sur toutes les finitions, le lecteur CD à six disques et MP3 en option comprend désormais des commandes audio en double sur la colonne de direction et nouvelle finition avec mise à niveau intérieure. La production de breaks se termine à la fin de l'année civile 2007.

#### Styles de carrosserie et finitions
| Année | Modèle                                                      | Niveaux de finitions/versions disponibles                              |
| ----- | ----------------------------------------------------------- | ---------------------------------------------------------------------- |
| 2000  | Berline à hayon 3 portes                                    | ZX3, Kona Edition                                                      |
| 2000  | Berline 4 portes                                            | LX, SE & ZTS                                                           |
| 2000  | Break                                                       | SE                                                                     |
| 2001  | Berline à hayon 3 portes                                    | ZX3, S2                                                                |
| 2001  | Berline 4 portes                                            | LX, SE & ZTS, Street Edition                                           |
| 2001  | Break                                                       | SE, Street Edition                                                     |
| 2002  | Berline à hayon 3 portes                                    | ZX3, SVT, S2                                                           |
| 2002  | Berline 4 portes                                            | LX, SE & ZTS                                                           |
| 2002  | Break                                                       | SE & ZTW (Nouveau pour l'année modèle 2002)                            |
| 2002  | Berline à hayon 5 portes (Nouveau pour l'année modèle 2002) | ZX5                                                                    |
| 2003  | Berline à hayon 3 portes                                    | ZX3, SVT                                                               |
| 2003  | Berline 4 portes                                            | LX, SE, ZTS, & Centennial Edition                                      |
| 2003  | Break                                                       | SE & ZTW                                                               |
| 2003  | Berline à hayon 5 portes                                    | ZX5 en Base, SVT, Comfort & Premium (Nouveau pour l'année modèle 2003) |
| 2004  | Berline à hayon 3 portes                                    | ZX3, SVT                                                               |
| 2004  | Berline 4 portes                                            | LX, SE & ZTS                                                           |
| 2004  | Break                                                       | SE & ZTW                                                               |
| 2004  | Berline à hayon 5 portes                                    | ZX5 en Base, SVT, Comfort & Premium                                    |
| 2005  | ZX4 (Berline 4 portes)                                      | S, SE, SES & ST                                                        |
| 2005  | ZX3 (Berline à hayon 3 portes)                              | S, SE & SES                                                            |
| 2005  | ZX5 (Berline à hayon 5 portes)                              | S, SE & SES                                                            |
| 2005  | ZXW (Break)                                                 | SE, SES                                                                |
| 2006  | ZX4 (Berline 4 portes)                                      | S, SE, SES & ST                                                        |
| 2006  | ZX3 (Berline à hayon 3 portes)                              | S, SE & SES                                                            |
| 2006  | ZX5 (Berline à hayon 5 portes)                              | S, SE & SES                                                            |
| 2006  | ZXW (Break)                                                 | SE, SES                                                                |
| 2007  | ZX4 (Berline 4 portes)                                      | S, SE, SES & ST                                                        |
| 2007  | ZX3 (Berline à hayon 3 portes)                              | S, SE & SES                                                            |
| 2007  | ZX5 (Berline à hayon 5 portes)                              | S, SE & SES                                                            |
| 2007  | ZXW (Break)                                                 | SE, SES                                                                |

Sur les modèles de 2005 et 2006, aux États-Unis et au Canada, la Focus de deuxième génération a reçu un badge pour la configuration de carrosserie (par exemple, ZX3, ZX4, ZX5, ZXW) ainsi qu'un badge séparé pour désigner les niveaux de finition SE et SES; il n'y avait pas de badge pour le niveau de finition S. Les badges de configuration de carrosserie ont été supprimés des hayons/couvercles de coffre des modèles de 2007, les badges de finition sont restés.
Désignations des versions de 2005–2007
- Focus S (ZX3, ZX4 et ZX5) : Moteur Duratec 20 ou 20E avec transmission manuelle à cinq vitesses, réglage manuel de la hauteur du siège du conducteur, siège arrière divisé et rabattable, lecteur CD unique et AM/FM, roues de 15 pouces et coussins gonflables à deux niveaux pour le conducteur et le passager avant.
- Focus SE (ZX3, ZX4, ZX5 et ZXW) : Contenu de la S inclus, plus la climatisation, console au pavillon, stéréo AM/FM avec lecteur CD à disque unique/MP3, doubles rétroviseurs électriques, vitres et serrures électriques et entrée sans clé à distance.
- Focus SES (ZX3, ZX4, ZX5 et ZXW) : Contenu de la SE inclus, plus volant gainé de cuir inclinable/télescopique, tachymètre, becquet de coffre et jantes en alliage de 16 pouces.
- Focus ZX4 ST : Contenu de la SES inclus, plus moteur Duratec 23 avec échappement sport, suspension ST avec jantes en alliage uniques de 16 pouces, phares antibrouillard, freins à disque antiblocage aux quatre roues, échappement chromé, rétroviseurs extérieurs chauffants couleur carrosserie, volant et pommeau de levier de vitesses gainés de cuir avec surpiqûres contrastées et tissus intérieurs et tableau de bord à garnitures sport uniques.

#### Début marketing
Ciblant la génération X et la génération Y lors de la campagne de marketing de la Focus pour son introduction en Amérique du Nord, Ford a créé un site Web à destination des jeunes, aujourd'hui disparu (www.focus247.com), a diffusé 64 spots télévisés en direct mettant en vedette la comédienne Annabelle Gurwitch à partir du 6 septembre 1999, lors des MTV Video Music Awards, a présenté la Focus en coparrainant la tournée nord-américaine Livin La Vida Loca de Ricky Martin (septembre 1999) et a développé un partenariat stratégique avec la série Dawson du réseau WB - y compris un concert privé en direct (novembre 1999), mettant en vedette la Focus dans deux épisodes de Dawson et une Focus signée par les acteurs de Dawson mis aux enchères sur Amazon.com.
En janvier 2001, Ford s'est associé à Atom Films et J. Walter Thompson (maintenant JWT) pour créer trois courts métrages mettant en vedette la Ford Focus. Coûtant 80 000 $, les films ont ensuite été projetés au Festival du film de Sundance et sur le site Web d'Atom Films. Dans Little Man on Campus, l'homme principal, sous-dimensionné, non coordonné, qui a eu du mal à vivre à la hauteur des espoirs de son père, obtient de ses parents une Ford Focus, puis rentre dans une équipe sportive universitaire, gagne la fille et porte finalement une escouade de pom-pom girls dans la Focus. Le film présente une apparition en caméo de Barry Livingston, qui a joué "Ernie" dans l'émission télévisée Mes trois fils. Un autre des films était intitulé The Kiss. Le troisième film intitulé Gulp et du réalisateur Jason Reitman a été sélectionné pour la première dans l' Official Sundance Screening Room. Le film dépeint les efforts d'un jeune homme pour sauver ses poissons tropicaux. Les trois films pouvaient être visionnés sur un site Web désormais disparu, www.focusinfilm.com.
Finitions de marketing : Lors de son lancement, Ford a proposé cinq finitions spécialisées pour la Focus ciblant le marché des jeunes commercialisés sous forme de finitions Tailored For You, permettant aux acheteurs de personnaliser l'intérieur de leur voiture:
- La finition Pet (aussi appelée finition Have Spot ou Will Travel) inclut un lit de voiture personnalisé, bouteille de sport isotherme pour animaux de compagnie, rouleau à poils, poches intégrées pour laisses, un bol pliable, purificateur d'air et ceinture de sécurité pour animaux de compagnie[35].
- La finition Professional (également commercialisée sous le nom de finition Mobile Pro) inclut un enregistreur vocal, porte-bloc-notes lumineux, poche pour le stockage de téléphone portable/téléavertisseur et un poste de travail mobile composé d'un plateau pour contenir un ordinateur portable, du papier, des crayons et des fournitures[36].
- La finition Sports inclut un sac à dos qui glisse sur le dos du siège avant et une galerie de toit personnalisée[37].
- La finition Express Yourself inclut décalcomanies personnalisées, housse de volant, pommeau de levier de vitesses sur les modèles manuels et housses de siège spéciales en néoprène, polaire ou jersey[34].
- La finition Friends inclut les caractéristiques de la finition Express Yourself avec une glacière coordonnée et distributeur de bonbons[34].

#### Éditions spéciales
- Sony : Ford a commercialisé 7 000 exemplaires de la Sony Limited Edition en janvier 2000 avec un récepteur AM/FM CD avec télécommande sans fil, quatre haut-parleurs à trois voies rouges et noirs (une paire dans chaque porte) et caisson de basses de 25 cm monté dans le coffre. Les couleurs extérieures étaient Rainforest Green, Infra-Red, Pitch Black et Going Platinum, chacune avec un prix de base de 15 535 $.
- Kona : La Kona Mountain Bike Edition (mai 2000, 5 000 exemplaires), avec un vélo Kona «Out of Bounds», porte-vélos à boulonner, housses de siège en nylon lavables, couleurs uniques Dirt Metallic et Rainforest Green, moulures latérales uniques avec logo Kona Moto moulé et bandes de roulement de style pneu de vélo; Roues de 16 pouces en aluminium usiné à six branches et tapis de sol robustes en caoutchouc noir, également avec logo Kona Moto et bandes de roulement de style pneu de vélo
- Street : La Street Edition (septembre 2000) avec suspension européenne, garniture noire, roues de 16 pouces en aluminium poli, un lecteur CD à 6 disques et volant gainé de cuir[27]. À l'extérieur, le menton avant, les panneaux de bas de caisse, les moulures latérales et le carénage arrière inférieur étaient noirs, tandis que les couleurs extérieures étaient Infra-Red, Egg Yolk Yellow et Malibu Blue. Les modèles utilisaient les mêmes ressorts, amortisseurs et barres anti-roulis que ceux de la Focus européenne. Les détails intérieurs incluent des sièges sport baquets avec diamant, tableau de bord, cadre de radio et accents de porte argentés et un pommeau de levier de vitesses argenté. Au total, 7 500 Street Edition ont été fabriquées, environ 85 % d'entre elles étaient des berlines (prix de base de 15 750 $), les modèles restants sous forme de breaks (prix de base de 17 745 $).
- S2 : La Focus S2 (2001), disponible uniquement dans le modèle à trois portes ZX3, comportait une suspension à réglage européen, garniture de carrosserie grise avec spoiler avant et bas de caisse uniques, moulures latérales de couleur assortie et écusson S2, aileron arrière, roues de 16 pouces en aluminium à six branches et embout d'échappement chromé, lecteur CD à six disques dans le tableau de bord, sièges sport baquets avec inserts en forme de losange et couleurs extérieures, y compris CD silver, Sangria Red et Focus Liquid Grey.
- Mach Audio : La berline Focus MACH Audio ZTS était équipée d'un système audio avec lecteur CD à six disques dans le tableau de bord, quatre haut-parleurs bidirectionnels de 13 × 18 cm montés sur la porte, un caisson de basses à double bobine de 25 cm, égaliseur de 460 watts adapté à la configuration intérieure de la Focus et tableau de bord unique, tissus de siège en maille et panneaux de garniture de porte à face argentée, roues à six branches en aluminium usiné, emblème MACH Audio, couleurs extérieures CD Silver, Liquid Grey et Mandarin Copper et un prix de base de 16 975 $.
- Centennial : Pour célébrer son 100e anniversaire le 20 décembre 2002, Ford a commercialisé 3 000 exemplaires de la Ford Focus Centennial Edition de 2003, chacune en berline quatre portes avec de la peinture noire, roues en aluminium de 16 pouces; aileron arrière, phares antibrouillard, volant gainé de cuir avec colonne inclinable et télescopique, stéréo AM/FM avec lecteur CD et MP3, soutien lombaire du siège conducteur, grain Verona de première qualité surfaces des sièges en cuir bicolore Imola et parchemin, badges latéraux Ford 100th Anniversary et sur le couvercle de coffre, un porte-clés et une montre commémoratifs, un exemplaire du livre de table basse en édition limitée "The Ford Century" et un portefeuille de guide du propriétaire en cuir noir avec les signatures en relief de Henry Ford, son fils Edsel Ford, Henry Ford II et William Clay Ford, Jr.

#### Marché secondaire
Le tuner Saleen a modifié la Focus américaine de première génération en voitures de performance S121 et N20. La S121 comprend un moteur quatre cylindres en ligne Duratec 2,0 L de 140 ch (103 kW) avec une suspension améliorée, carrosserie sur mesure conçue et modélisée en CAO par Phil Frank, graphiques personnalisés, finition pour les pneus et les roues, composants intérieurs personnalisés et freins améliorés en option. L'augmentation de 10% des performances du moteur quatre cylindres en ligne Duratec de 2.0l d'usine a été obtenue en remplaçant le filtre à air en papier d'usine par un filtre à air réutilisable plus fluide et en remplaçant l'échappement d'usine par un système d'échappement cat back. La N20 offre le même moteur de base et d'autres améliorations ainsi qu'un système d'oxyde nitreux installé d'usine qui offre une augmentation de 76 ch (56 kW) portant le N2O à 228 ch (168 kW). Les S121/N2O sont vendues comme neuves chez de nombreux concessionnaires Ford. Il y avait 200 S121/N2O produites par Saleen en 2005.
Plusieurs entreprises américaines proposent des pièces d'origine Ford pour modifier complètement ou partiellement les Focus fabriqués en Amérique du Nord selon les normes européennes. Il existe également une conversion en moteur V8 pour la Focus,.

### Amérique du sud
La Focus Mark 1 est restée en production jusqu'en 2008 à General Pacheco, en Argentine pour le marché sud-américain. La dernière des Focus Mark 1 produite en Argentine (version de 2008) comportait soit un moteur Zetec RoCam Flex Fuel de 1,6 L, un moteur Duratec HE de 2,0 L ou le moteur diesel Duratorq de 1,8 L. L'assemblage de la Focus Mark 2 a débuté en 2008 pour le modèle de 2009.
Cependant, au Brésil, Ford do Brasil l'a proposée jusqu'en 2009, avec moteur 1.6 (Flex Fuel - essence 105 ch/éthanol 112 ch) finitions GL ou GLX en versions berline à hayon ou berline à malle.

#### Niveaux de finition (brésilien)
- GL (2000-2003) : (essence de 1.8 L et 120 ch), berline à hayon 5 portes, berline 4 portes
- GL (2004-2007) : (essence de 1.6 L et 106 ch), berline à hayon 5 portes, berline 4 portes
- GL (2007-2008) : (Flex Fuel de 1.6 L et 112 ch), berline à hayon 5 portes, berline 4 portes
- GLX (2000-2004) : (essence de 1.8 L et 118 ch, essence de 2.0 L et 130 ch), berline à hayon 5 portes, berline 4 portes
- GLX (2005-2008) : (Flex Fuel de 1.6 L et 112 ch, essence de 2.0 L et 147 ch), berline à hayon 5 portes, berline 4 portes
- XR (2003) : (essence de 2.0 L et 126 ch), berline à hayon 5 portes
- Ghia (2000-2004) : (essence de 2.0 L et 130 ch), berline à hayon 5 portes, berline 4 portes
- Ghia (2005-2008) : (essence de 2.0 L et 145 ch), berline à hayon 5 portes, berline 4 portes

## Sécurité
La Ford Focus Mk 1 a reçu 4 étoiles sur 5 pour la sécurité des occupants et 2 étoiles sur 4 pour la sécurité des piétons lors de ses tests Euro NCAP (frontal: 69%, latéral: 83%, piéton: 28%). En Australie, la Ford Focus de 2002–2005 a été évaluée dans les cotes de sécurité des voitures d'occasion 2006 comme offrant une protection «Moyenne» à ses occupants en cas d'accident. La voiture a marqué 11,6 points sur 16 lors d'un test de collision frontale réalisé par le programme russe d'évaluation de la sécurité, ARCAP, en 2003.

## Moteurs

### Introduction européenne
Les moteurs essence disponibles étaient les unités Zetec 1,8 L et 2,0 L éprouvées par la Ford Mondeo et les versions 1,4 L et 1,6 L des unités Zetec-S/SE, également présentes dans la Ford Fiesta et la Ford Puma. Les modèles de performance ST170 et RS utilisaient des versions modifiées du moteur Zetec de 2.0 L. À l'origine, le seul moteur diesel disponible était l'Endura TDDI (un développement de l'ancien moteur conçu par Deutz que Ford utilisait depuis les années 1980). Celui-ci a été remplacé en 2002 par le Duratorq TDCI.

### Résumé international
| Cylindrée (en L) | Nom             | Carburant              | Marché          | Puissance                | Couple          | Litres aux 100 km | Vitesse de pointe | 0 à 97 km/h (en secondes) |
| Moteurs essence  | Moteurs essence | Moteurs essence        | Moteurs essence | Moteurs essence          | Moteurs essence | Moteurs essence   | Moteurs essence   | Moteurs essence           |
| ---------------- | --------------- | ---------------------- | --------------- | ------------------------ | --------------- | ----------------- | ----------------- | ------------------------- |
| 1,4 l            | Zetec-S/SE      | Essence                | Europe          | 75 ch (55 kW)            | 123 N m         | 6,7               | 171 km/h          | 14 s 1                    |
| 1,6 L            | Zetec-S/SE      | Essence                | Europe          | 101 ch (74 kW) (SE 99)   | 145 N m         | 7,6               | 185 km/h          | 10 s 9                    |
| 1,6 L            | Zetec-Rocam     | Essence/éthanol (Flex) | Brésil          | 111 ch (82 kW) (éthanol) |                 |                   |                   |                           |
| 1,8 L            | Zetec-R         | Essence                | Europe, Brésil  | 114 ch (84 kW)           | 160 N m         | 8,4               | 198 km/h          | 10 s 3                    |
| 2,0 L            | Zetec-R         | Essence                | Europe, Brésil  | 130 ch (96 kW)           | 174 N m         | 8,9               | 201 km/h          | 9 s 2                     |
| 2,0 L            | Duratec HE      | Essence                | Brésil          | 148 ch (109 kW)          | 172 N m         | 8,9               | 206 km/h          | 8 s 8                     |
| 2,0 L            | Duratec-ST      | Essence                | Europe          | 170 ch (127 kW)          | 196 N m         | 9,1               | 219 km/h          | 7 s 9                     |
| 2,0 T            | Duratec-RS      | Essence                | Europe          | 215 ch (158 kW)          | 310 N m         | 10,9              | 240 km/h          | 6 s 4 (couple limité)     |
| Moteurs Diesel   |                 |                        |                 |                          |                 |                   |                   |                           |
| 1,8 L            | TDDi 75         | Diesel                 | Europe          | 75 ch (55 kW)            | 175 N m         | 5,1               | 167 km/h          | 14 s 7                    |
| 1,8 L            | TDDi 90         | Diesel                 | Europe          | 90 ch (66 kW)            | 200 N m         | 5,4               | 180 km/h          | 12 s 4                    |
| 1,8 L            | TDCi 100        | Diesel                 | Europe          | 100 ch (74 kW)           | 240 N m         | 5,4               | 187 km/h          | 11 s 7                    |
| 1,8 L            | TDCi 115        | Diesel                 | Europe          | 115 ch (85 kW)           | 250 N m         | 5,4               | 196 km/h          | 10 s 7                    |

### Amérique du Nord
| Moteur           | Puissance       | Couple  | Caractéristiques |
| ---------------- | --------------- | ------- | --- |
| CVH/SPI de 2.0 L | 111 ch (82 kW)  | 169 N m | De série dans les modèles LX et SE berlines jusqu'en 2004. De série dans les breaks pour l'année modèle 2000. |
| Zetec-E de 2.0 L | 129 ch (95 kW)  | 183 N m | De série dans les modèles ZX3, ZX5, ZTS et familiales après l'année modèle 2000, et disponible dans les berlines SE jusqu'en 2004. |
| Zetec-R de 2,0 L | 170 ch (125 kW) | 197 N m | De série dans la Focus SVT. |
| Duratec de 2,3 L | 147 ch (108 kW) | 202 N m | Moteur PZEV, en option en 2003 en Californie, Massachusetts, New York, Vermont et Maine; facultatif dans tous les États américains en 2004.                                                                                             |
| Duratec de 2,0 L | 138 ch (101 kW) | 180 N m | De série dans la Focus de 2005–2007 (non-ST). |
| Duratec de 2,0 L | 142 ch (104 kW) | 184 N m | De série dans tous les modèles de Focus de 2008 et plus. |
| Duratec de 2,0 L | 132 ch (97 kW)  | 175 N m | Moteur PZEV 20E, tous les modèles sauf ST, requis en Californie, Massachusetts, Maine, New York et Vermont, disponible en Arizona, Connecticut, New York, New Jersey, Nevada, Oregon, Pennsylvanie et Rhode Island. Focus de 2005-2007. |
| Duratec de 2,3 L | 153 ch (113 kW) | 209 N m | De série dans la Focus ST de 2005–2007. |

## Transmissions

### Europe
- Transmission manuelle MTX-75 5 vitesses (2.0, RS & TDCi de 1.8 L, TDDi de 1.8 L)
- Transmission manuelle IB5+ 5 vitesses (SPI de 2.0 L, USA seulement)
- Transmission manuelle IB5 5 vitesses (1.4, 1.6, 1.8)
- Transmission manuelle Getrag 285 6 vitesses (ST170)
- Transmission automatique 4F27E 4 vitesses (1.6, 2.0)

### Amérique du Nord
- Transmission manuelle MTX-75 5 vitesses
- Transmission manuelle Getrag 6 vitesses (SVT)
- Transmission IB5 5 vitesses
- Transmission automatique 4F27E 4 vitesses (Zetec, Split Port et Duratec)

## Styles de carrosseries
- Berline à hayon 5 portes
- Berline à malle 4 portes (Surtout dans toute l'Europe)
- Berline à hayon 3 portes (Non disponible au Japon et en Nouvelle-Zélande)
- Break 5 portes (Uniquement disponible en Amérique du Nord, en Europe et au Japon)

## Versions de performance

### Modèles SVT
Fin 2001, le groupe de performance interne de Ford, Special Vehicle Team (SVT), a lancé la Focus ZX3 SVT aux États-Unis et au Canada pour l'année modèle 2002. L'extérieur comprenait des carénages de pare-chocs avant et arrière révisés, jupes latérales, phares antibrouillard, diffuseur arrière et jantes en alliage de 17 pouces portant des pneus 215/45R17 de Continental assez collants. La SVT comportait également une version retravaillée du moteur Zetec de 2,0 litres disponible dans d'autres modèles de Focus. Développé de concert avec Cosworth, ce moteur comportait une culasse spéciale en aluminium avec des orifices d'admission élargis, pistons à haute compression et bielles forgées, gicleurs d'huile de piston, calage variable de l'arbre à cames actionné par solénoïde sur la came d'admission, collecteur d'admission à deux étages et un collecteur d'échappement tubulaire 4-2-1.
Ces ajouts, associés à un taux de compression accru de 10,2:1, ont augmenté la puissance de 132 à 172 ch (97 à 127 kW). Getrag a fourni une transmission manuelle à six vitesses partagée avec la Mini Cooper S. Cette transmission était une conception à double arbre intermédiaire et comprenait un volant bimasse pour éliminer les vibrations et le bruit de transmission. D'autres changements pour compléter la finition comprenaient une direction plus nette grâce à un rapport de suralimentation accru dans la crémaillère de direction, freins à disque plus gros aux quatre roues et suspension renforcée avec une barre anti-roulis arrière légèrement plus grande.
Les caractéristiques intérieures comprenaient des sièges, un volant, un pommeau de levier de vitesses et un coffre en cuir, ainsi que poignée de coffre et de frein d'urgence. Les options comprenaient un toit ouvrant en verre électrique, système audio Audiophile à sept haut-parleurs avec caisson de basses de 203 mm, une finition temps froid avec sièges chauffants, contrôle de traction, un chauffe-bloc de 115 V, rétroviseurs latéraux chauffants et, pour les modèles de 2003 et 2004, phares au xénon HID.
En 2003, la SVT était proposée dans le style de carrosserie à cinq portes et dans une toute nouvelle finition d'apparence European pour les modèles trois portes seulement. Elle comprenait toutes les options disponibles ainsi que des sièges Recaro entièrement en cuir et des roues à quinze rayons de couleur argent foncé. L'extérieur était disponible en deux nouvelles couleurs, Screamin' Yellow et Competition Orange. La seule option que les cinq portes n'incluaient pas étaient les jupes latérales. En 2004, sa dernière année de production, la finition Euro était également disponible sur le modèle à cinq portes. De plus, les roues à cinq rayons n'étaient plus disponibles et une conception à 6 rayons était le remplacement.

### Modèle ST
À la suite de l'arrêt de la Focus SVT nord-américaine en 2004, Ford a présenté la variante ST de la ZX4 pour 2005–2007, avec un moteur Duratec de 2,3 litres, 153 ch (113 kW) (209 N m (SAE) de couple) avec une transmission manuelle MTX-75 à cinq vitesses avec verrouillage de marche arrière. Bien que la puissance soit inférieure à celle de la SVT, l'accélération n'était que légèrement inférieure en raison d'un rapport de différentiel plus élevé. La ST de 2005 utilisait des amortisseurs et des barres stabilisatrices similaires à ceux de la SVT, mais des ressorts nettement plus souples. La ST présentait un intérieur unique, roues de 16 pouces avec pneus Pirelli P6 quatre saisons, becquet, carénage de couleur assortie, une calandre de couleur assortie et freins à disque antiblocage aux quatre roues. La ST de 2005 comprenait tous les équipements de la finition SES - avec des sièges chauffants, rétroviseurs chauffants, intérieur cuir, toit ouvrant et finition Audiophile avec contrôle par une unité centrale Blaupunkt en option. 2007 a été la dernière année pour le moteur 2,3 L de la Focus. Pour les ST de 2006 et 2007, la géométrie de la suspension a été modifiée pour offrir une conduite plus douce.
Au Canada, la finition d'apparence Street était disponible et nommée la finition GFX. Le nom Focus ST est revenu en 2012 sur un tout nouveau modèle.
Production totale: 14 464
- 2005 : 9 329
- 2006 : 2 419
- 2007 : 2 716

### ST170
La ST170 (nom de code Piranha), qui a été lancée en 2002, a été le premier modèle sport de la Focus développé pour les marchés internationaux par une équipe mondiale et conjointe de SVE/SVT. Adapté de la Focus Mk 1 remaniée, la ST170 a eu les révisions cosmétiques suivantes : Roues en alliage à rayons multiples de 17 pouces ; Alarme; Airbags latéraux; Sièges demi-cuir en option (sur les marchés hors du Royaume-Uni) et entièrement en cuir Recaro; Système stéréo 9006 en option avec caisson de basses sur mesure; déclencheurs de porte en aluminium brossé; calandres avant de style nid d'abeille 'tech flec', phares antibrouillard ronds de style projecteur, Pare-chocs, baguettes latérales et poignées de porte à code couleur et kit carrosserie développé localement (Australie uniquement). Le moteur 172.3PS a été développé par Cosworth et le réglage a fait passer la puissance de 129 à 172 ch (95 à 127 kW). Mises à niveau incluses : culasse en aluminium à haut débit ; Calage variable des soupapes ; Collecteur d'admission à deux étages ; Système d'échappement et collecteur d'échappement en acier inoxydable de Cosworth ; Catalyseur sport; Disques de frein plus grands (300 mm à l'avant, 280 mm à l'arrière); Boîte de vitesses manuelle Getrag M6 à 6 rapports; Pompe à débit descendant de la direction assistée révisée et crémaillère de direction à rapport rapproché. Système de gestion du moteur Black Oak. Le moteur provenait de l'usine Ford de Chihuahua au Mexique. L'assemblage final du véhicule a eu lieu dans l'usine Ford de Saarlouis en Allemagne, avec un certain contenu tel que le caisson de basses assemblé hors de la chaîne dans l'installation ACÜ attachée à l'usine. Une variante break supplémentaire (nom de code Swordfish) a été lancée en Europe uniquement en 2003, qui comportait des amortisseurs arrière à nivellement automatique Nivomat.

### RS
La Focus RS Mk1 a été produite du 2 octobre 2002 au 11 novembre 2003 et était le retour de l'insigne RS (Rallye Sport) chez Ford après la disparition des Escort modifiées, en particulier la légendaire Ford Escort RS Cosworth. La production était limitée à seulement 4 501 unités. La voiture a été en grande partie construite sur sa propre chaîne de montage dans l'usine Ford de Saarlouis, avec un assemblage supplémentaire spécialisé hors de la chaîne effectué par le groupe ACÜ à Überhern. La RS était proposée dans toute l'Europe, mais 2 147 ont été vendues au Royaume-Uni, de loin son plus grand marché. La Focus RS Mark 1 était une série limitée disponible dans 21 pays européens.
Utilisant une version turbocompressée du moteur Zeta 2,0 litres de Ford, la Focus RS développait 215 ch (158 kW).
Elle générerait une accélération latérale constante de 0,98 G en raison de pièces de course telles que des amortisseurs Sachs, roues en alliage léger O.Z et un différentiel Quaife ATB. Cela permettrait également une force de freinage de 1,0 G grâce au système de freinage Brembo standard de 324 mm (avant) et de 280 mm (arrière).
Le développement de la Focus RS a été entrepris par une équipe mixte d'ingénieurs grand public de Ford (pas SVE ni le groupe TeamRS qui l'a remplacé par la suite) et Tickford Engineering à Milton Keynes, Royaume-Uni. À l'origine, elle devait être mis en vente sous le nom de Focus Racing, mais après la mauvaise vente de la Puma Racing, Ford (conduit par Martin Leach) a décidé de relancer le badge RS.
Plus sur mesure que la Ford Focus SVT concurrente (portant le nom de Focus ST170 en Europe), la Focus RS a amélioré ou remplacé 70% des mécaniques Focus standard. Le moteur quatre cylindres en ligne de 1 998 cm3 (2,0 L) équipé d'un seul turbocompresseur Garrett AiResearch GT25 (60) SG produisait un minimum de 215 ch (158 kW) à 5 500 tr/min et 310 N m de couple à 3 500 tr/min, qui a ensuite été accouplé à la transmission MTX-75 à 5 rapports de Ford et non à la Getrag utilisée dans la ST 170. Mécaniquement, plus particulièrement, la voiture a incorporé un différentiel de polarisation de couple automatique Quaife pour améliorer la traction de la configuration de la traction avant. La direction utilisait une crémaillère à rapport rapide similaire à celle de la ST170, tandis que les freins utilisaient des unités Brembo à étrier fixe à quatre pistons avec des disques de 324 mm à l'avant et des étriers flottants à piston unique et des disques de 280 mm à l'arrière. Les roues avaient des jantes alliages de 18 pouces spécialement développés par OZ Racing. Le moteur a été fortement modifié avec des pistons en aluminium forgé, des sièges de soupape durcis, des soupapes d'échappement remplies de sodium, un système d'échappement en acier inoxydable. Le système à induction forcée comprenait un turbocompresseur Garrett avec un refroidisseur d'air de suralimentation refroidi par eau et une pompe à eau électrique. Pour transmettre le couple plus élevé, un embrayage AP amélioré a été utilisé.
La Focus RS était disponible dans une couleur métallique, Imperial Blue. La carrosserie ressemblait à la Focus standard ou à la ST170, bien que la RS présentait des ensembles de pare-chocs avant et arrière uniques requis pour les passages de roues plus larges qui accueillaient la voie avant plus large de 65 mm. À l'intérieur, le thème est bleu et noir avec des sections de garniture en cuir bleu sur les panneaux de garniture de porte, le volant et les sièges Sparco qui ont été garnis de cuir bleu/noir et Alcantara. Un bouton de démarrage vert démarre le moteur. Les instruments ont un fond bleu et à la place de la jauge de température du liquide de refroidissement, la RS était équipée d'un indicateur de pression de suralimentation (jusqu'à 1,5 bar). Le pommeau du levier de vitesses, le levier de frein à main et les pédales étaient tous fabriqués sur mesure par Sparco.
Les performances globales étaient à peu près égales ou supérieures à celles de ses autres concurrentes, y compris les berlines à hayon telles que l'Honda Civic Type-R et certaines voitures à quatre roues motrices dans le même champ de prix[réf. nécessaire]. La puissance était une priorité diminuée et la maniabilité sur une piste, grâce au différentiel avant, était considérée par la plupart des observateurs comme sa caractéristique la plus forte. Dans une revue de Top Gear, Jeremy Clarkson a noté qu' « il lui manque le punch simple d'une Subaru Impreza. [...] La raison pour laquelle elle a été rapide sur notre circuit est simple: cette voiture se comporte comme dans un dessin animé ». Clarkson et d'autres journalistes automobiles ont également commenté la direction de couple de la voiture sur les routes britanniques cahoteuses[réf. nécessaire].

### Concept Cosworth
La Ford Motor Company a fait l'acquisition en 1998 de son partenaire de longue date Cosworth Racing et explorait le retour du badge Cosworth sur ses voitures de production. Au Salon international de l'automobile de Genève 1999, Ford représente un concept car nommé Focus Cosworth. Elle était inspirée par la Ford Focus WRC de 1999 avec un kit carrosserie unique et propulsée par un moteur Zetec-E de 2,0 litres à turbocompresseur et inter-refroidi développé par Cosworth qui produit plus de 200 PS.

## Focus RS WRC
La Focus RS WRC a été construite en 1999 pour remplacer la Ford Escort WRC. Elle a fait ses débuts au Rallye de Monte Carlo avec Colin McRae et Simon Jean-Joseph derrière les volants des deux voitures. C'était tout de suite dans le rythme, réalisant de nombreux temps d'étape les plus rapides, mais l'utilisation d'une pompe à eau illégale signifiait que les deux voitures étaient exclues de l'épreuve. McRae a donné à la Focus sa première victoire deux épreuves plus tard sur le Safari Rally Kenya avec plus de 15 minutes d'avance sur le deuxième, Didier Auriol et sa Toyota.
En 2003, Ford a lancé une nouvelle Focus WRC, nommée Focus RS WRC 03, pour la compétition pendant la deuxième partie de la saison. La voiture, dont la plupart des pièces ont été repensées de fond en comble, comportait une carrosserie plus légère et un nouveau pare-chocs avant et une aile aérodynamiquement améliorés. Markko Märtin a conduit la voiture à deux victoires en rallye mondial. Les Focus WRC de 2004 et 2005 étaient des évolutions basées sur la RS WRC 03. La Focus RS WRC 04 a remporté trois épreuves avec Märtin au volant. En 2005, la voiture n'était plus compétitive et Ford avait une saison sans victoire.

## Ventes globales et historique
En Europe, la berline à hayon est la carrosserie la plus vendue. Ford a tenté de commercialiser la berline à malle en Europe en tant que mini voiture de direction en ne l'offrant que dans le niveau de finition Ghia, ce que Ford avait déjà essayé avec l'Orion des années 1980. Il a depuis abandonné cette stratégie et a commencé à vendre des versions inférieures de la berline.
Malgré son style radical (la version à hayon en particulier) et certains rappels de sécurité controversés en Amérique du Nord, la voiture a connu un succès fulgurant à travers le monde, même aux États-Unis, où Ford a traditionnellement échoué à vendre ses modèles européens avec succès. En Europe, où la Focus était positionnée au cœur du plus grand segment de marché en volume, la part de marché globale de Ford avait diminué de 25% entre 1995 et 2000, la Ford Escort vieillissante n'étant pas parvenue à correspondre en termes technologiques à la Vauxhall/Opel Astra et la Volkswagen Golf sans pouvoir réaliser des volumes de ventes compensatoires dans le secteur des bas prix où les constructeurs coréens, en particulier, devenaient de plus en plus compétitifs. La Focus a stoppé la pourriture de Ford en Europe, se vendant particulièrement fortement au Royaume-Uni. C'était la voiture la plus vendue au monde de 1999 à 2004. Elle a été élue voiture de l'année en 1999, devant le nouveau modèle d'Astra de GM. La Focus a remporté le prix de la voiture nord-américaine de l'année en 2000.
Les deux versions de la Focus ont été la voiture irlandaise Semperit de l'année 1999 et 2005 en Irlande.
La Focus, contrairement à l'Escort, n'a jamais été proposée dans un style de carrosserie fourgon dédié; cependant, une Focus commerciale basée sur le hayon 3 portes est disponible en Europe - le plus souvent en Irlande.
Ford a donc continué l'Escort Van jusqu'à ce que le Transit Connect spécialement conçu soit introduit en 2002 pour le remplacer. Une version cabriolet était une autre omission notable qui a été corrigée avec le Coupé-Cabriolet Mk2.
La Focus européenne de 2002 était, selon les rapports et enquêtes allemands, la voiture sur le marché automobile allemand entre un et trois ans la plus fiable.

## Récompenses et rappels
Depuis son lancement en 1998, la Focus de première génération a remporté plus de 60 prix, dont 13 prix de voiture de l'année en Europe et en Amérique du Nord, et plus récemment, le prix de la meilleure voiture familiale de tous les temps (Autocar UK 2003). En 2000, la Focus a remporté le prix de l'Automobile de l'année du magazine Automobile et de la meilleure petite voiture de MotorWeek.
Bien que la Focus ait reçu le R.L. Polk & Co. Automotive Loyalty Award pour le pourcentage le plus élevé d'acheteurs réguliers quatre années consécutives, de 2000 à 2003 la Focus a fait l'objet de nombreux rappels au début de sa vie de voiture. Bien que Lemon-Aid la décrive comme un «pépin monté» jusqu'en 2004, la fiabilité de la Focus s'est constamment améliorée.
En 2005, la Focus a reçu la note « Meilleur achat » du Consumers Digest, (en tenant compte de nombreux facteurs, y compris la fiabilité et l'historique des rappels) ainsi que le prix Total Quality 2005 de Strategic Vision. En 2006, la Focus a reçu le premier prix du véhicule idéal d'AutoPacific en tant que voiture compacte la mieux notée pour 2006.
La Focus a été mise sur la liste des dix meilleurs du magazine Car and Driver pendant cinq années consécutives entre 2000 et 2004.